# Richmond Osayantin
Richmond Osazemen Osayantin (* 19. Juni 2007 in Graz) ist ein österreichischer Fußballspieler.

## Karriere
Osayantin begann seine Karriere beim Grazer SC Straßenbahn. Zur Saison 2017/18 wechselte er in die Jugend des SK Sturm Graz. Bei den Grazern durchlief er ab der Saison 2021/22 auch sämtliche Altersstufen in der Akademie.
Im Dezember 2023 debütierte er für die zweite Mannschaft der Grazer in der 2. Liga, als er am 16. Spieltag der Saison 2023/24 gegen den SKN St. Pölten in der Startelf stand. Gemeinsam mit dem zeitgleich debütierenden Teamkollegen Oliver Sorg wurde Osayantin damit zum ersten Spieler in der 2. Liga, der im Jahre 2007 geboren wurde.